# Circondari della Germania

Suddivisione politica della Germania

I circondari della Germania (in tedesco: Landkreis, o Kreis, pl. Landkreise, o Kreise) sono suddivisioni amministrative superiori di tipo municipale, presenti in tredici dei sedici Land (non sono istituiti nelle città-land di Amburgo, Berlino e Brema); rappresentano l'articolazione territoriale dei medesimi Land o, negli stati in cui è contemplata la suddivisione in distretti, la suddivisione territoriale dei distretti stessi.
I circondari sono in tutto 294. Le grandi città non appartengono ad alcun circondario e sono dette città extracircondariali (Kreisfreie Städte, nel Baden-Württemberg Stadtkreise), ossia comuni che svolgono essi stessi i compiti dei circondari, e sono 106.

## Profili istituzionali

### Competenze
Il circondario (Landkreis) si occupa di molte attività che nelle città di dimensioni maggiori sono di competenza dell'amministrazione cittadina ma che nei comuni di dimensioni minori rappresentano un costo elevato e per i quali può capitare che non vi siano risorse sufficienti.

Il circondario assume queste mansioni, principalmente consistenti in servizi o in lavori pubblici riguardanti più comuni, in modo da assicurare che alla popolazione dei piccoli comuni che si trovano nella stessa area geografica, ma che hanno risorse non uguali, siano garantiti gli stessi servizi.

Ne sono esempio la costruzione e manutenzione delle strade di collegamento fra comuni, gli ospedali, la protezione civile, lo smaltimento dei rifiuti, la gestione del trasporto pubblico e i servizi sociali.

### Organi
Gli organi del circondario sono:
- il Kreistag (consiglio), composto da rappresentanti della popolazione eletti ogni cinque anni (in Baviera sei).
- il Landrat (governatore) che presiede il Kreistag ed è a capo dell'amministrazione del circondario.
- in alcuni Land vi è anche il Kreisausschuss (giunta), organo più ristretto eletto all'interno del Kreistag.

### Suddivisioni dei circondari

I circondari della Germania (in giallo le città extracircondariali)

Tutti i circondari si dividono in più comuni (kreisangehörige Gemeinden, (letteralmente "comuni appartenenti a un circondario"). Il numero di comuni appartenenti ai circondari è molto variabile, dai 6 comuni del circondario dell'Ammerland (Bassa Sassonia) ai 235 comuni dell'Eifelkreis Bitburg-Prüm (Renania-Palatinato).
Le città comprese in un circondario, al superamento di un certo numero di abitanti, variabile a seconda del Land, acquisiscono una definizione particolare anch'essa differente nei diversi Länder.
Ad esempio nel Baden-Württemberg il limite è 20 000 abitanti, nel Renania Settentrionale-Vestfalia e Renania-Palatinato è di 25 000 o 60 000 abitanti. Le città continuano a far parte del circondario ma acquisiscono una definizione particolare "grande città di circondario " (Grosse Kreisstadt), "grande città indipendente" (Grosse selbständige Stadt) oppure "grande città appartenente al circondario " (Grosse kreisangehörige Stadt). 
Le città con più di 100 000 abitanti (in alcuni Land anche le città più piccole) divengono città kreisfrei, cioè città extracircondariale.
Attualmente nel 2023 vi sono 294 circondari così suddivisi:
- Assia: 21
- Baden-Württemberg: 35
- Bassa Sassonia: 37
- Baviera: 71
- Brandeburgo: 14
- Meclemburgo-Pomerania Anteriore: 6
- Renania Settentrionale-Vestfalia: 31
- Renania-Palatinato: 24
- Saarland: 6
- Sassonia: 10
- Sassonia-Anhalt: 11
- Schleswig-Holstein: 11
- Turingia: 17

## Elenco dei circondari
| Circondario                                  | Land                             | Capoluogo                 |
| -------------------------------------------- | -------------------------------- | ------------------------- |
| Ahrweiler                                    | Renania-Palatinato               | Bad Neuenahr-Ahrweiler    |
| Aichach-Friedberg                            | Baviera                          | Aichach                   |
| Alb-Danubio                                  | Baden-Württemberg                | Ulma¹                     |
| Algovia Orientale                            | Baviera                          | Marktoberdorf             |
| Alta Algovia                                 | Baviera                          | Sonthofen                 |
| Altenburger Land                             | Turingia                         | Altenburg                 |
| Altenkirchen                                 | Renania-Palatinato               | Altenkirchen              |
| Altmark Salzwedel                            | Sassonia-Anhalt                  | Salzwedel                 |
| Altötting                                    | Baviera                          | Altötting                 |
| Alto Sauerland                               | Renania Settentrionale-Vestfalia | Meschede                  |
| Alto Taunus                                  | Assia                            | Bad Homburg vor der Höhe  |
| Alzey-Worms                                  | Renania-Palatinato               | Alzey                     |
| Amberg-Sulzbach                              | Baviera                          | Amberg¹                   |
| Ammerland                                    | Bassa Sassonia                   | Westerstede               |
| Anhalt-Bitterfeld                            | Sassonia-Anhalt                  | Köthen                    |
| Ansbach                                      | Baviera                          | Ansbach¹                  |
| Aquisgrana                                   | Renania Settentrionale-Vestfalia | Aquisgrana                |
| Aschaffenburg                                | Baviera                          | Aschaffenburg¹            |
| Augusta                                      | Baviera                          | Augusta¹                  |
| Aurich                                       | Bassa Sassonia                   | Aurich                    |
| Bad Dürkheim                                 | Renania-Palatinato               | Bad Dürkheim              |
| Bad Kissingen                                | Baviera                          | Bad Kissingen             |
| Bad Kreuznach                                | Renania-Palatinato               | Bad Kreuznach             |
| Bad Tölz-Wolfratshausen                      | Baviera                          | Bad Tölz                  |
| Bamberga                                     | Baviera                          | Bamberga¹                 |
| Barnim                                       | Brandeburgo                      | Eberswalde                |
| Bassa Algovia                                | Baviera                          | Mindelheim                |
| Bautzen                                      | Sassonia                         | Bautzen                   |
| Bayreuth                                     | Baviera                          | Bayreuth¹                 |
| Berchtesgadener Land                         | Baviera                          | Bad Reichenhall           |
| Bergstraße                                   | Assia                            | Heppenheim                |
| Bernkastel-Wittlich                          | Renania-Palatinato               | Wittlich                  |
| Biberach                                     | Baden-Württemberg                | Biberach an der Riß       |
| Birkenfeld                                   | Renania-Palatinato               | Birkenfeld                |
| Böblingen                                    | Baden-Württemberg                | Böblingen                 |
| Börde                                        | Sassonia-Anhalt                  | Haldensleben              |
| Borken                                       | Renania Settentrionale-Vestfalia | Borken                    |
| Brisgovia-Alta Foresta Nera                  | Baden-Württemberg                | Friburgo in Brisgovia¹    |
| Burgenland                                   | Sassonia-Anhalt                  | Naumburg (Saale)          |
| Calw                                         | Baden-Württemberg                | Calw                      |
| Celle                                        | Bassa Sassonia                   | Celle                     |
| Cham                                         | Baviera                          | Cham                      |
| Cloppenburg                                  | Bassa Sassonia                   | Cloppenburg               |
| Coburgo                                      | Baviera                          | Coburgo¹                  |
| Cochem-Zell                                  | Renania-Palatinato               | Cochem                    |
| Coesfeld                                     | Renania Settentrionale-Vestfalia | Coesfeld                  |
| Contea di Bentheim                           | Bassa Sassonia                   | Nordhorn                  |
| Costanza                                     | Baden-Württemberg                | Costanza                  |
| Cuxhaven                                     | Bassa Sassonia                   | Cuxhaven                  |
| Dachau                                       | Baviera                          | Dachau                    |
| Dahme-Spreewald                              | Brandeburgo                      | Lübben (Spreewald)        |
| Danubio-Ries                                 | Baviera                          | Donauwörth                |
| Darmstadt-Dieburg                            | Assia                            | Darmstadt¹                |
| Deggendorf                                   | Baviera                          | Deggendorf                |
| Diepholz                                     | Bassa Sassonia                   | Diepholz                  |
| Dillingen an der Donau                       | Baviera                          | Dillingen an der Donau    |
| Dingolfing-Landau                            | Baviera                          | Dingolfing                |
| Dithmarschen                                 | Schleswig-Holstein               | Heide                     |
| Donnersberg                                  | Renania-Palatinato               | Kirchheimbolanden         |
| Ducato di Lauenburg                          | Schleswig-Holstein               | Ratzeburg                 |
| Düren                                        | Renania Settentrionale-Vestfalia | Düren                     |
| Ebersberg                                    | Baviera                          | Ebersberg                 |
| Eichsfeld                                    | Turingia                         | Heilbad Heiligenstadt     |
| Eichstätt                                    | Baviera                          | Eichstätt                 |
| Eifel-Bitburg-Prüm                           | Renania-Palatinato               | Bitburg                   |
| Elba-Elster                                  | Brandeburgo                      | Herzberg (Elster)         |
| Emmendingen                                  | Baden-Württemberg                | Emmendingen               |
| Emsland                                      | Bassa Sassonia                   | Meppen                    |
| Ennepe-Ruhr                                  | Renania Settentrionale-Vestfalia | Schwelm                   |
| Enz                                          | Baden-Württemberg                | Pforzheim¹                |
| Erding                                       | Baviera                          | Erding                    |
| Erlangen-Höchstadt                           | Baviera                          | Erlangen¹                 |
| Esslingen                                    | Baden-Württemberg                | Esslingen am Neckar       |
| Euskirchen                                   | Renania Settentrionale-Vestfalia | Euskirchen                |
| Forchheim                                    | Baviera                          | Forchheim                 |
| Foresta Nera-Baar                            | Baden-Württemberg                | Villingen-Schwenningen    |
| Freudenstadt                                 | Baden-Württemberg                | Freudenstadt              |
| Freyung-Grafenau                             | Baviera                          | Freyung                   |
| Frisia Settentrionale                        | Schleswig-Holstein               | Husum                     |
| Frisinga                                     | Baviera                          | Frisinga                  |
| Frisia                                       | Bassa Sassonia                   | Jever                     |
| Fürstenfeldbruck                             | Baviera                          | Fürstenfeldbruck          |
| Fürth                                        | Baviera                          | Zirndorf                  |
| Fulda                                        | Assia                            | Fulda                     |
| Garmisch-Partenkirchen                       | Baviera                          | Garmisch-Partenkirchen    |
| Germersheim                                  | Renania-Palatinato               | Germersheim               |
| Gießen                                       | Assia                            | Gießen                    |
| Gifhorn                                      | Bassa Sassonia                   | Gifhorn                   |
| Göppingen                                    | Baden-Württemberg                | Göppingen                 |
| Görlitz                                      | Sassonia                         | Görlitz                   |
| Goslar                                       | Bassa Sassonia                   | Goslar                    |
| Gotha                                        | Turingia                         | Gotha                     |
| Gottinga                                     | Bassa Sassonia                   | Gottinga                  |
| Greiz                                        | Turingia                         | Greiz                     |
| Groß-Gerau                                   | Assia                            | Groß-Gerau                |
| Günzburg                                     | Baviera                          | Günzburg                  |
| Gütersloh                                    | Renania Settentrionale-Vestfalia | Gütersloh                 |
| Hameln-Pyrmont                               | Bassa Sassonia                   | Hameln                    |
| Hannover                                     | Bassa Sassonia                   | Hannover                  |
| Harburg                                      | Bassa Sassonia                   | Winsen (Luhe)             |
| Harz                                         | Sassonia-Anhalt                  | Halberstadt               |
| Haßberge                                     | Baviera                          | Haßfurt                   |
| Havelland                                    | Brandeburgo                      | Rathenow                  |
| Heidenheim                                   | Baden-Württemberg                | Heidenheim an der Brenz   |
| Heilbronn                                    | Baden-Württemberg                | Heilbronn¹                |
| Heinsberg                                    | Renania Settentrionale-Vestfalia | Heinsberg                 |
| Helmstedt                                    | Bassa Sassonia                   | Helmstedt                 |
| Herford                                      | Renania Settentrionale-Vestfalia | Herford                   |
| Hersfeld-Rotenburg                           | Assia                            | Bad Hersfeld              |
| Hildburghausen                               | Turingia                         | Hildburghausen            |
| Hildesheim                                   | Bassa Sassonia                   | Hildesheim                |
| Höxter                                       | Renania Settentrionale-Vestfalia | Höxter                    |
| Hof                                          | Baviera                          | Hof¹                      |
| Hohenlohe                                    | Baden-Württemberg                | Künzelsau                 |
| Holstein Orientale                           | Schleswig-Holstein               | Eutin                     |
| Holzminden                                   | Bassa Sassonia                   | Holzminden                |
| Ilm                                          | Turingia                         | Arnstadt                  |
| Jerichower Land                              | Sassonia-Anhalt                  | Burg                      |
| Kaiserslautern                               | Renania-Palatinato               | Kaiserslautern            |
| Karlsruhe                                    | Baden-Württemberg                | Karlsruhe¹                |
| Kassel                                       | Assia                            | Kassel¹                   |
| Kelheim                                      | Baviera                          | Kelheim                   |
| Kitzingen                                    | Baviera                          | Kitzingen                 |
| Kleve                                        | Renania Settentrionale-Vestfalia | Kleve                     |
| Kronach                                      | Baviera                          | Kronach                   |
| Kulmbach                                     | Baviera                          | Kulmbach                  |
| Kusel                                        | Renania-Palatinato               | Kusel                     |
| Kyffhäuser                                   | Turingia                         | Sondershausen             |
| Lago di Costanza                             | Baden-Württemberg                | Friedrichshafen           |
| Lahn-Dill                                    | Assia                            | Wetzlar                   |
| Landa                                        | Bassa Sassonia                   | Bad Fallingbostel         |
| Landsberg am Lech                            | Baviera                          | Landsberg am Lech         |
| Landshut                                     | Baviera                          | Landshut¹                 |
| Leer                                         | Bassa Sassonia                   | Leer                      |
| Lichtenfels                                  | Baviera                          | Lichtenfels               |
| Limburg-Weilburg                             | Assia                            | Limburg an der Lahn       |
| Lindau                                       | Baviera                          | Lindau                    |
| Lippe                                        | Renania Settentrionale-Vestfalia | Detmold                   |
| Lipsia                                       | Sassonia                         | Borna                     |
| Lörrach                                      | Baden-Württemberg                | Lörrach                   |
| Ludwigsburg                                  | Baden-Württemberg                | Ludwigsburg               |
| Ludwigslust-Parchim                          | Meclemburgo-Pomerania Anteriore  | Parchim                   |
| Lüchow-Dannenberg                            | Bassa Sassonia                   | Lüchow                    |
| Luneburgo                                    | Bassa Sassonia                   | Luneburgo                 |
| Märkisch-Oderland                            | Brandeburgo                      | Seelow                    |
| Magonza-Bingen                               | Renania-Palatinato               | Ingelheim am Rhein        |
| Mansfeld-Harz Meridionale                    | Sassonia-Anhalt                  | Sangerhausen              |
| Marburgo-Biedenkopf                          | Assia                            | Marburgo                  |
| Marca                                        | Renania Settentrionale-Vestfalia | Lüdenscheid               |
| Mayen-Coblenza                               | Renania-Palatinato               | Coblenza¹                 |
| Meclemburgo Nordoccidentale                  | Meclemburgo-Pomerania Anteriore  | Wismar                    |
| Meißen                                       | Sassonia                         | Meißen                    |
| Meno-Kinzig                                  | Assia                            | Gelnhausen                |
| Meno-Spessart                                | Baviera                          | Karlstadt                 |
| Meno-Tauber                                  | Baden-Württemberg                | Tauberbischofsheim        |
| Meno-Taunus                                  | Assia                            | Hofheim am Taunus         |
| Merzig-Wadern                                | Saarland                         | Merzig                    |
| Mettmann                                     | Renania Settentrionale-Vestfalia | Mettmann                  |
| Miesbach                                     | Baviera                          | Miesbach                  |
| Miltenberg                                   | Baviera                          | Miltenberg                |
| Minden-Lübbecke                              | Renania Settentrionale-Vestfalia | Minden                    |
| Monaco di Baviera                            | Baviera                          | Monaco di Baviera¹        |
| Monti Metalliferi                            | Sassonia                         | Annaberg-Buchholz         |
| Mühldorf am Inn                              | Baviera                          | Mühldorf am Inn           |
| Neckar-Odenwald                              | Baden-Württemberg                | Mosbach                   |
| Neuburg-Schrobenhausen                       | Baviera                          | Neuburg an der Donau      |
| Neumarkt in der Oberpfalz                    | Baviera                          | Neumarkt in der Oberpfalz |
| Neunkirchen                                  | Saarland                         | Ottweiler                 |
| Neustadt an der Aisch-Bad Windsheim          | Baviera                          | Neustadt an der Aisch     |
| Neustadt an der Waldnaab                     | Baviera                          | Neustadt an der Waldnaab  |
| Neuwied                                      | Renania-Palatinato               | Neuwied                   |
| Nienburg/Weser                               | Bassa Sassonia                   | Nienburg/Weser            |
| Nordhausen                                   | Turingia                         | Nordhausen                |
| Northeim                                     | Bassa Sassonia                   | Northeim                  |
| Nürnberger Land                              | Baviera                          | Lauf an der Pegnitz       |
| Nuova Ulma                                   | Baviera                          | Nuova Ulma                |
| Oberberg                                     | Renania Settentrionale-Vestfalia | Gummersbach               |
| Oberhavel                                    | Brandeburgo                      | Oranienburg               |
| Oberspreewald-Lusazia                        | Brandeburgo                      | Senftenberg               |
| Odenwald                                     | Assia                            | Erbach                    |
| Oder-Sprea                                   | Brandeburgo                      | Beeskow                   |
| Offenbach                                    | Assia                            | Dietzenbach               |
| Oldenburg                                    | Bassa Sassonia                   | Wildeshausen              |
| Olpe                                         | Renania Settentrionale-Vestfalia | Olpe                      |
| Ortenau                                      | Baden-Württemberg                | Offenburg                 |
| Osnabrück                                    | Bassa Sassonia                   | Osnabrück¹                |
| Ostalb                                       | Baden-Württemberg                | Aalen                     |
| Osterholz                                    | Bassa Sassonia                   | Osterholz-Scharmbeck      |
| Ostprignitz-Ruppin                           | Brandeburgo                      | Neuruppin                 |
| Paderborn                                    | Renania Settentrionale-Vestfalia | Paderborn                 |
| Palatinato Sudoccidentale                    | Renania-Palatinato               | Pirmasens¹                |
| Passavia                                     | Baviera                          | Passavia¹                 |
| Peine                                        | Bassa Sassonia                   | Peine                     |
| Pfaffenhofen an der Ilm                      | Baviera                          | Pfaffenhofen an der Ilm   |
| Pinneberg                                    | Schleswig-Holstein               | Pinneberg                 |
| Plön                                         | Schleswig-Holstein               | Plön                      |
| Pomerania Anteriore-Greifswald               | Meclemburgo-Pomerania Anteriore  | Greifswald                |
| Pomerania Anteriore-Rügen                    | Meclemburgo-Pomerania Anteriore  | Stralsund                 |
| Potsdam-Mittelmark                           | Brandeburgo                      | Bad Belzig                |
| Prignitz                                     | Brandeburgo                      | Perleberg                 |
| Rastatt                                      | Baden-Württemberg                | Rastatt                   |
| Ratisbona                                    | Baviera                          | Ratisbona¹                |
| Ravensburg                                   | Baden-Württemberg                | Ravensburg                |
| Recklinghausen                               | Renania Settentrionale-Vestfalia | Recklinghausen            |
| Regen                                        | Baviera                          | Regen                     |
| Rems-Murr                                    | Baden-Württemberg                | Waiblingen                |
| Rendsburg-Eckernförde                        | Schleswig-Holstein               | Rendsburg                 |
| Reno-Berg                                    | Renania Settentrionale-Vestfalia | Bergisch Gladbach         |
| Reno-Erft                                    | Renania Settentrionale-Vestfalia | Bergheim                  |
| Reno-Hunsrück                                | Renania-Palatinato               | Simmern/Hunsrück          |
| Reno-Lahn                                    | Renania-Palatinato               | Bad Ems                   |
| Reno-Neckar                                  | Baden-Württemberg                | Heidelberg¹               |
| Reno-Neuss                                   | Renania Settentrionale-Vestfalia | Neuss                     |
| Reno-Palatinato                              | Renania-Palatinato               | Ludwigshafen am Rhein     |
| Reno-Sieg                                    | Renania Settentrionale-Vestfalia | Siegburg                  |
| Reutlingen                                   | Baden-Württemberg                | Reutlingen                |
| Rheingau-Taunus                              | Assia                            | Bad Schwalbach            |
| Rhön-Grabfeld                                | Baviera                          | Bad Neustadt an der Saale |
| Rosenheim                                    | Baviera                          | Rosenheim¹                |
| Rostock                                      | Meclemburgo-Pomerania Anteriore  | Güstrow                   |
| Rotenburg (Wümme)                            | Bassa Sassonia                   | Rotenburg (Wümme)         |
| Roth                                         | Baviera                          | Roth                      |
| Rottal-Inn                                   | Baviera                          | Pfarrkirchen              |
| Rottweil                                     | Baden-Württemberg                | Rottweil                  |
| Saale                                        | Sassonia-Anhalt                  | Merseburg                 |
| Saale-Holzland                               | Turingia                         | Eisenberg                 |
| Saale-Orla                                   | Turingia                         | Schleiz                   |
| Saalfeld-Rudolstadt                          | Turingia                         | Saalfeld/Saale            |
| Saarbrücken                                  | Saarland                         | Saarbrücken               |
| Saarlouis                                    | Saarland                         | Saarlouis                 |
| Saarpfalz                                    | Saarland                         | Homburg                   |
| Salzland                                     | Sassonia-Anhalt                  | Bernburg (Saale)          |
| Sankt Wendel                                 | Saarland                         | Sankt Wendel              |
| Sassonia Centrale                            | Sassonia                         | Freiberg                  |
| Sassonia Settentrionale                      | Sassonia                         | Torgau                    |
| Schaumburg                                   | Bassa Sassonia                   | Stadthagen                |
| Schleswig-Flensburgo                         | Schleswig-Holstein               | Schleswig                 |
| Schwäbisch Hall                              | Baden-Württemberg                | Schwäbisch Hall           |
| Schwalm-Eder                                 | Assia                            | Homberg (Efze)            |
| Schwandorf                                   | Baviera                          | Schwandorf                |
| Schweinfurt                                  | Baviera                          | Schweinfurt¹              |
| Segeberg                                     | Schleswig-Holstein               | Bad Segeberg              |
| Siegen-Wittgenstein                          | Renania Settentrionale-Vestfalia | Siegen                    |
| Sigmaringen                                  | Baden-Württemberg                | Sigmaringen               |
| Smalcalda-Meiningen                          | Turingia                         | Meiningen                 |
| Sömmerda                                     | Turingia                         | Sömmerda                  |
| Soest                                        | Renania Settentrionale-Vestfalia | Soest                     |
| Sonneberg                                    | Turingia                         | Sonneberg                 |
| Sprea-Neiße                                  | Brandeburgo                      | Forst (Lausitz)           |
| Stade                                        | Bassa Sassonia                   | Stade                     |
| Starnberg                                    | Baviera                          | Starnberg                 |
| Steinburg                                    | Schleswig-Holstein               | Itzehoe                   |
| Steinfurt                                    | Renania Settentrionale-Vestfalia | Steinfurt                 |
| Stendal                                      | Sassonia-Anhalt                  | Stendal                   |
| Stormarn                                     | Schleswig-Holstein               | Bad Oldesloe              |
| Straubing-Bogen                              | Baviera                          | Straubing¹                |
| Svizzera Sassone-Monti Metalliferi Orientali | Sassonia                         | Pirna                     |
| Teltow-Fläming                               | Brandeburgo                      | Luckenwalde               |
| Terra dei Laghi del Meclemburgo              | Meclemburgo-Pomerania Anteriore  | Neubrandenburg            |
| Tirschenreuth                                | Baviera                          | Tirschenreuth             |
| Traunstein                                   | Baviera                          | Traunstein                |
| Treviri-Saarburg                             | Renania-Palatinato               | Treviri¹                  |
| Tubinga                                      | Baden-Württemberg                | Tubinga                   |
| Tuttlingen                                   | Baden-Württemberg                | Tuttlingen                |
| Uckermark                                    | Brandeburgo                      | Prenzlau                  |
| Uelzen                                       | Bassa Sassonia                   | Uelzen                    |
| Unna                                         | Renania Settentrionale-Vestfalia | Unna                      |
| Unstrut-Hainich                              | Turingia                         | Mühlhausen/Thüringen      |
| Vechta                                       | Bassa Sassonia                   | Vechta                    |
| Verden                                       | Bassa Sassonia                   | Verden (Aller)            |
| Viersen                                      | Renania Settentrionale-Vestfalia | Viersen                   |
| Vogelsberg                                   | Assia                            | Lauterbach (Assia)        |
| Vogtland                                     | Sassonia                         | Plauen                    |
| Vulkaneifel                                  | Renania-Palatinato               | Daun                      |
| Waldeck-Frankenberg                          | Assia                            | Korbach                   |
| Waldshut                                     | Baden-Württemberg                | Waldshut-Tiengen          |
| Warendorf                                    | Renania Settentrionale-Vestfalia | Warendorf                 |
| Wartburg                                     | Turingia                         | Bad Salzungen             |
| Weilheim-Schongau                            | Baviera                          | Weilheim in Oberbayern    |
| Weimarer Land                                | Turingia                         | Apolda                    |
| Weinstraße Meridionale                       | Renania-Palatinato               | Landau in der Pfalz¹      |
| Weißenburg-Gunzenhausen                      | Baviera                          | Weißenburg in Bayern      |
| Werra-Meißner                                | Assia                            | Eschwege                  |
| Wesel                                        | Renania Settentrionale-Vestfalia | Wesel                     |
| Wesermarsch                                  | Bassa Sassonia                   | Brake (Unterweser)        |
| Westerwald                                   | Renania-Palatinato               | Montabaur                 |
| Wetterau                                     | Assia                            | Friedberg                 |
| Wittenberg                                   | Sassonia-Anhalt                  | Wittenberg                |
| Wittmund                                     | Bassa Sassonia                   | Wittmund                  |
| Wolfenbüttel                                 | Bassa Sassonia                   | Wolfenbüttel              |
| Würzburg                                     | Baviera                          | Würzburg¹                 |
| Wunsiedel im Fichtelgebirge                  | Baviera                          | Wunsiedel                 |
| Zollernalb                                   | Baden-Württemberg                | Balingen                  |
| Zwickau                                      | Sassonia                         | Zwickau                   |

1 Sede dell'amministrazione ma non fa parte del circondario